# 単純小選挙区制

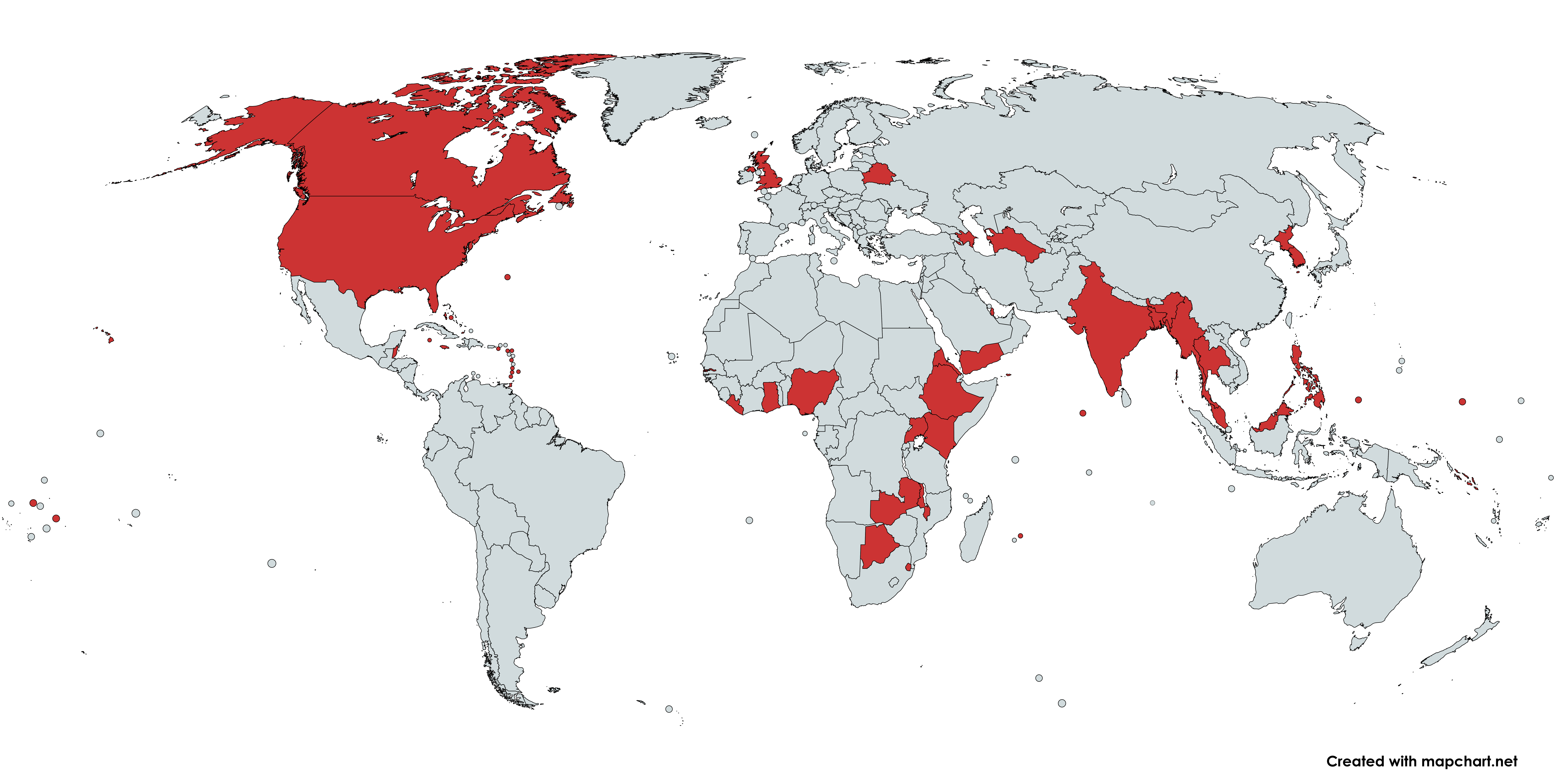
全ての選挙で単純小選挙区制を導入している国々（赤色）

単純小選挙区制（たんじゅんしょうせんきょくせい）は、小選挙区制のうち、選挙方法に単記非移譲式投票を用いたものである。

## 歴史

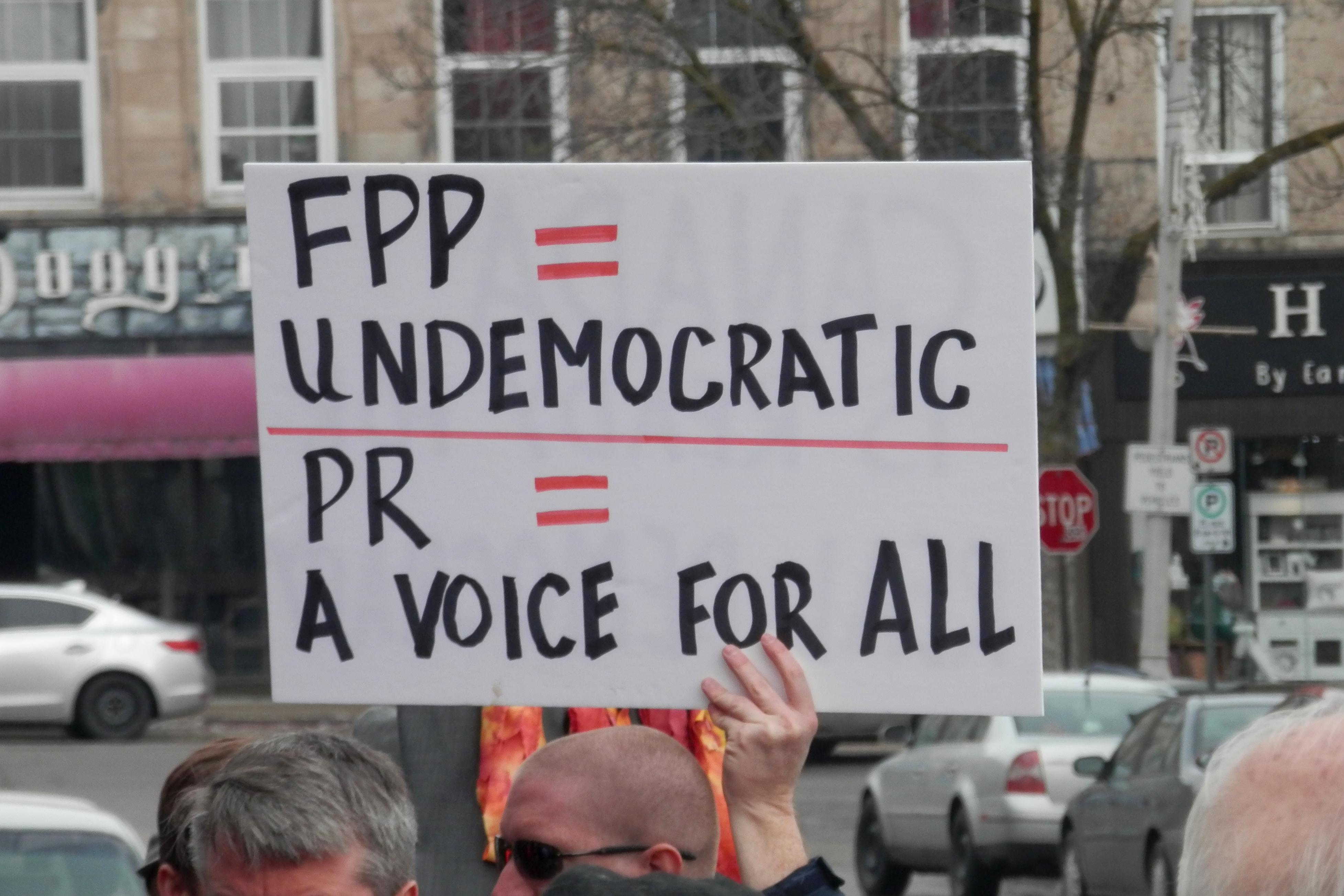
比例代表制への移行を訴えるプラカード（2017年）

この制度の歴史は古く、近代民主制が確立するのと同時に、その発祥地であるイギリスで議会議員を選出する手続きとして採用されている。その後、議員選挙の新たな方法として比例代表制が誕生し、区別するために選挙区を細かく区切る制度は小選挙区制と呼ばれるようになる。しかし使用例が積み重なるに従い、この制度で用いられる単記非移譲式投票の欠陥が明らかとなり、多数の候補から一つの候補を選ぶ方法の研究が進んでくると、単記非移譲式投票を別の多数決の方法に置き換えた小選挙区制が提案されるようになる。現在は、これら後発の多数決方法を用いる小選挙区制と区別するために、この制度は「単純」小選挙区制と呼ばれる。
近年、イギリスやカナダでは単純小選挙区制から比例代表制への移行を唱えるデモが起きている。

## 性質
単記非移譲式投票を用いているため、デュヴェルジェの法則により上位2候補を当てる美人投票に陥りやすい。このため戦略投票を用いず正直に投票する人の意向が反映されず、民意から乖離した選挙結果になりやすい。
唯一の利点は、実施コストである。候補者がn人立候補している時、投票者の負担が選好投票(マージソートやクイックソートを行うようなもの(計算量O(n log n))。戦略投票はもっと難しい。)と比較して低い(計算量O(n)。戦略投票では、予想順位上位2人の比較だけすれば良い。)。候補者1名を記入出れば十分なので、投票用紙も大きなものは必要ない。票の開票・集計の負担はもっと低い。辛うじてApproval votingは同程度の実施コスト(投票用紙の大きさは除く)で出来る。しかし、当制度はデュヴェルジェの法則で候補者数自体が2人になる場合が多いため、被選挙権を制限する仕組みを持たないApproval votingとの実施コストの差は実際には非常に大きい。
イギリス総選挙の研究を進めている選挙改革協会（ERS）は支持基盤が強固であれば、殆どの政党はこの制度を採用し続けても、容易に当選できると述べている。